# Бекечево
Беке́чево (рос. Бекечево, башк. Бикес) — присілок у складі Кугарчинського району Башкортостану, Росія. Входить до складу Тляумбетовської сільської ради.
Населення — 299 осіб (2010; 313 в 2002).
Національний склад:
- башкири — 99%